# Ропуха Морейри
Ропуха Морейри (Melanophryniscus moreirae) — вид земноводних з роду Чорна ропуха родини Ропухові. Отримала назву на честь вченого Карлоса Морейри.

## Опис
Загальна довжина досягає 2,5—3 см. Спостерігається статевий диморфізм: самиця більша за самця. За своєю будовою схожа на інших представників свого роду. Забарвлення спини темно-коричневе, іноді майже чорне. Черево має карміново-червоний колір. На горлі й грудях є чорні плями, нижня поверхня кінцівок — червона.

## Спосіб життя
Полюбляє болотисті місцини, районі багаті на воду. Зустрічається на висоті 1800–2400 м над рівнем моря. Веде наземний спосіб життя, неохоче йде у воду. Активна вдень. Живиться здебільшого комахами.
Розмноження відбувається у сезон дощів. Самиця відкладає яйця у тимчасові водойми, часто навіть у калюжі. Пуголовки мають клаптикоподібні губи з поперечними складками посередині, які оточені сосочками.

## Розповсюдження
Мешкає у південно—східній Бразилії — горах Мантикейра.